# Novela das oito
 (octobre 2023).
Si vous disposez d'ouvrages ou d'articles de référence ou si vous connaissez des sites web de qualité traitant du thème abordé ici, merci de compléter l'article en donnant les références utiles à sa vérifiabilité et en les liant à la section « Notes et références ».
La novela das oito, que l'on pourrait traduire en français par la « série de huit heures », est un terme utilisé à la télévision brésilienne pour désigner la série télévisée diffusée en première partie de soirée, à partir de vingt heures, juste après la diffusion du journal télévisé. Elle génère généralement la plus forte audience des réseaux de télévision.
Les telenovelas sont un élément prépondérant des grilles de programmes des réseaux de télévision brésiliens, si bien que leur diffusion est segmentée en créneaux horaires précis allant de 18 à 22 heures. Le terme a été popularisé par le réseau de télévision Globo, qui à l'origine utilisait ce type d’appellation pour identifier les différentes séries diffusées en soirée.
On utilise aussi, depuis le début des années 2000, le terme de novela das nove, la « série de neuf heures », pour faire référence à la telenovela de première partie de soirée, du fait de l'évolution des habitudes et de la diffusion plus tardive du journal télévisé. 